# Ryszard Krystek
Ryszard Krystek (ur. 24 października 1941 w Justynówce, zm. 19 stycznia 2017 w Warszawie) – polski inżynier, profesor nauk technicznych, specjalizujący się w zagadnieniach związanych z inżynierią ruchu drogowego, wykładowca akademicki, wiceminister infrastruktury w latach 2004–2005.

## Życiorys

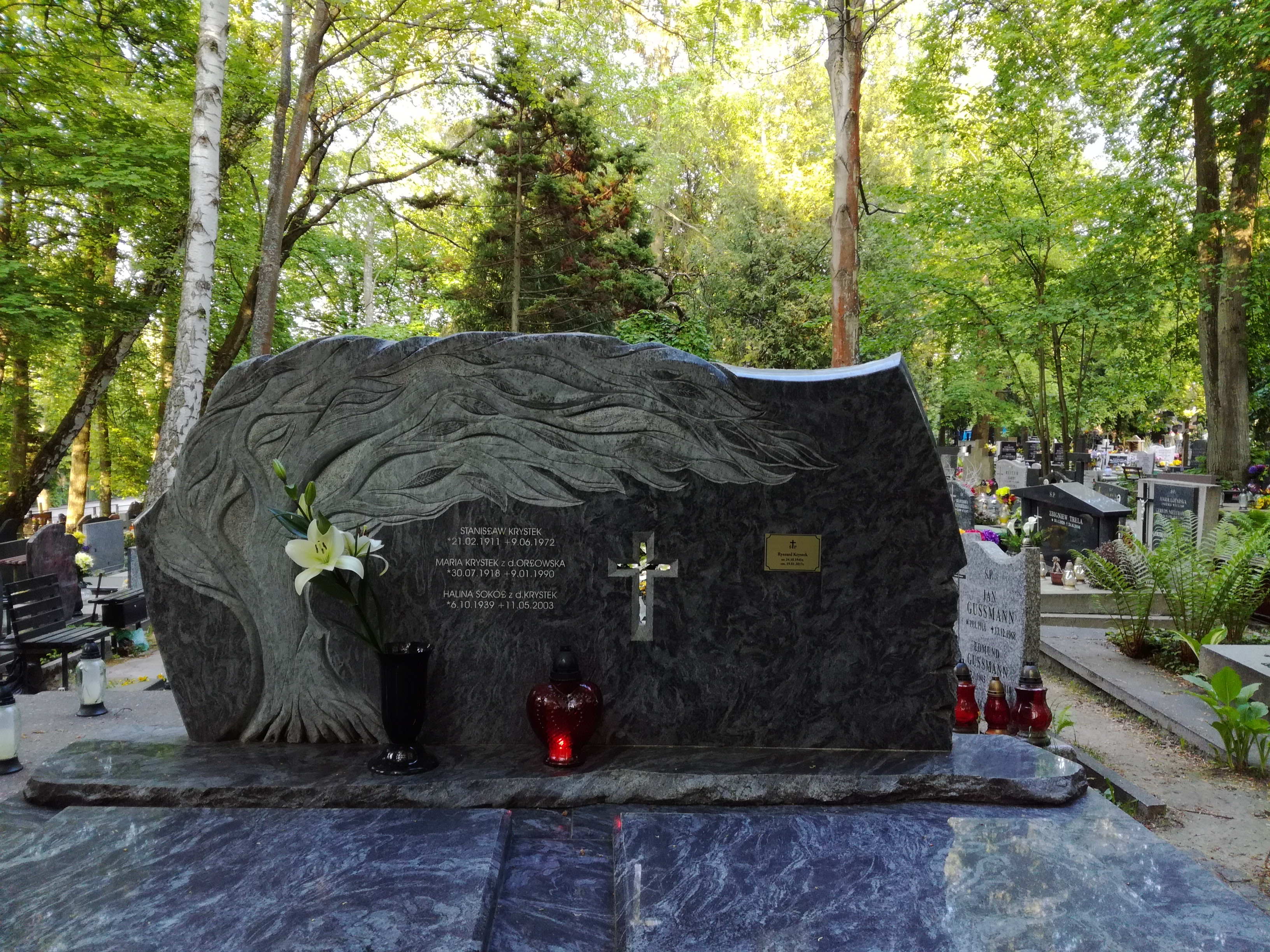
Grób Ryszarda Krystka na cmentarzu katolickim w Sopocie

Syn Stanisława i Marii. W 1966 ukończył studia na Wydziale Budownictwa Lądowego Politechniki Gdańskiej. Uzyskiwał następnie stopnie naukowe doktora i doktora habilitowanego na podstawie rozpraw związanych z teorią i zarządzaniem ruchem drogowym. Zawodowo związany z macierzystą uczelnią, w pierwszej połowie lat 80. przez kilka lat był także wykładowcą inżynierii ruchu drogowego na Uniwersytecie Technicznym w Oranie, zaś na początku lat 90. kierował studium doktoranckim tego uniwersytetu. W 1985 został dyrektorem Instytutu Inżynierii Komunikacyjnej w Politechnice Gdańskiej, a rok później kierownikiem Katedry Inżynierii Drogowej PG. W 1988 otrzymał tytuł naukowy profesora nadzwyczajnego, a w 1993 został profesorem zwyczajnym. W 1999 został wybrany na dziekana Wydziału Inżynierii Lądowej Politechniki Gdańskiej. Podjął pracę naukową także w stołecznym Instytucie Transportu Samochodowego (został członkiem rady naukowej i zastępcą dyrektora ds. naukowych). Był członkiem Komitetu Transportu Polskiej Akademii Nauk. W latach 90. kierował zespołami przygotowującymi programy poprawy bezpieczeństwa ruchu drogowego w Polsce (GAMBIT 96 i GAMBIT 2000). Był pierwszym prezesem zarządu Fundacji Rozwoju Inżynierii Lądowej. Od 2004 do 2005 zajmował stanowisko podsekretarza stanu w Ministerstwie Infrastruktury w rządzie Marka Belki.
Był członkiem polskiej Komisji Badania Wypadków Lotniczych Lotnictwa Państwowego, badającej pod przewodnictwem Jerzego Millera przyczyny katastrofy lotniczej Tu-154 w Smoleńsku.
Odznaczony m.in. Krzyżem Kawalerskim (2001) i Krzyżem Oficerskim (2011) Orderu Odrodzenia Polski.
Pochowany na cmentarzu katolickim w Sopocie (kwatera D3/A/4).